# ブイン (パプアニューギニア)

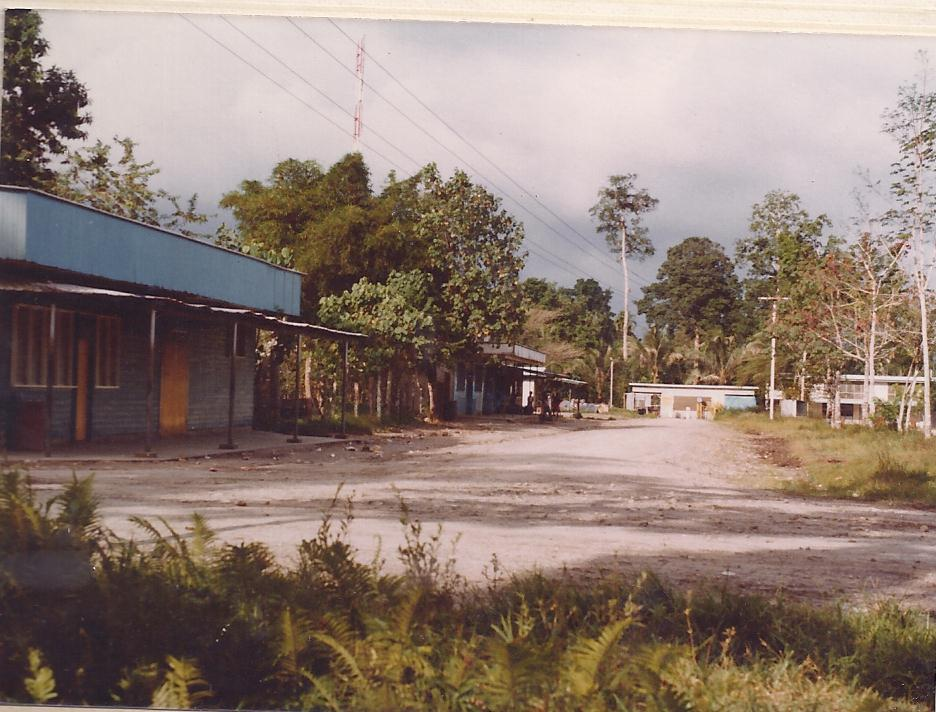
1978年日曜朝のブイン商店街メインストリート

ブイン (Buin) は、パプアニューギニア・ブーゲンビル自治州のブーゲンビル島南端部にある町である。

## 歴史
第一次世界大戦からほどなくして、ドイツ人入植者が金の採掘のためにブインの一帯に到着した。現地に住むブーゲンビル人の大半が、移住者から煉瓦造りのような技能を学んだ。
第二次世界大戦中の1942年前半に日本がブーゲンビルを占領し、10月8日に飛行場を完成させ基地としてブインを使用した。以後ブイン基地は、ソロモン諸島の戦いにおける日本陸海軍航空隊の重要拠点として機能した。戦争後半には第八艦隊の司令部がおかれた。アメリカ軍は1943年11月1日にブーゲンビル島西海岸中部のトロキナに上陸したが、ブインなどのこの島の他の地域は迂回した。輸送ルートも寸断されたために、日本軍は潜水艦による輸送を行った。オーストラリア軍が島から日本軍を掃討する任務を引き継ぎ、日本軍の主要部隊が配置されていたブインに向け、トロキナから南へとゆっくり進軍を開始した。しかし日本軍の猛烈な抵抗と激しい雨で、ミヴォ川にオーストラリア軍が到達して間もなく、1945年7月に前進は止まった。その結果、ブインは戦争が終わるまで鮫島具重中将司令官が指揮する日本軍が支配し続けた。
戦後、1945年9月9日にオーストラリア軍の先遣隊がブインに進駐。。その後、オーストラリアによる信託統治を経て、1975年9月、ブーゲンビルを含むパプアニューギニア (PNG) はオーストラリアから独立した。しかし同年には、ブーゲンビル州によるパプアニューギニアからの分離独立運動が起きた。この背景には、島にある世界最大級の銅山・パングナ銅山を巡る事情が絡んでいた。当時の銅山は「ブーゲンビル銅鉱会社 (Bougainville Copper Limited)」という形でオーストラリアの実質的な支配下にあり、島の住民が補償を求めて抗議運動を起こし、それが引き金となったのである。
1989年、ブーゲンビル革命軍 (BRA) が武装蜂起し、オーストラリアの支援を受けたパプアニューギニアと内戦状態に入った。ブインでは地域の抵抗運動が勃発した。これには議会場の破壊や、パプアニューギニアの航空部隊が着陸できないようブルドーザーで空港の滑走路に大きな穴を掘ったりすることなどが含まれた。1998年、BRAはオーストラリアとニュージーランドの仲介の下、政府と停戦に合意した。
停戦合意後もブイン周辺の治安は悪く、反政府武装勢力と武装化した自衛集団との小競り合いが発生している。

## 市街
街の全盛期には、主な発展地域を含んだ街区に人目をよく引く一方通行の大通りがあった。この通りには3軒の店があり、2軒は中国人家族、1軒は現地住民による経営だった。いくつか非常によく整えられた小学校および高校、職業訓練校が存在した。また、地域には小さいモーテルや居酒屋が存在した。週末に賑わう市場があり、主として地産商品やフルーツ（グアバ、ポウ・ポウ、マンゴーなど）、野菜類（クム、タロイモ、ジャガイモ、カボチャ）、地域で獲れる魚介類や淡水ザリガニ、また家庭で飼育された鶏や現地の野生の鳥などが売られた。